# فرط التعظم المتخلخل
فرط التعظم المتخلخل (بالإنجليزية: Porotic hyperostosis)‏ أو فرط التعظم الإسفنجي (بالإنجليزية: hyperostosis spongiosa)‏ أو تخلخل العظم الإسفنجي (بالإنجليزية: symmetrical osteoporosis أو osteoporosis symmetrica)‏ أو قحف المصفاة (بالإنجليزية: cribra crani)‏ هو حالة مرضية تؤثر على عظام القبو القحفي وتمتاز بمناطق معينة يكون فيها النسيج العظمي إسفنجيا أو مثقبا. تنتفخ منطقة خلال اللوحتين أو النسيج الإسفنجي لعظام القحف أما السطح الخارجي فيصبح مظهره أرق وأكثر ثقوبا.
من الآراء المقبولة علميا أن هذا المرض يحدث نتيجة لفقر الدم والذي يحدث بسبب غذاء قليل الحديد، لكن بعض الأدلة تقترح أن الفقدان السريع وفرط الإنتاج التعويضي لكريات الدم الحمراء يمكن ملاحظته في فقر الدم الانحلالي وفقر الدم الضخم الأرومات والتي تبدوا أنها أبرز الأمراض المسببة لفرط التعظم المتخلخل.
في علم الإنسان، وجود هذه الحالة يعد دليلا على نوبات سابقة لسوء تغذية أو سوء تغذية مزمن في الأجيال السابقة. وقد اختبر علماء الإنسان عظام السابقين لدراسة نمط حياتهم. وهنالك فرع دراسي اسمه التغذية القديمة (بالإنجليزية: paleonutrition)‏ ويركز على وجود فرط التعظم المتخلخل بالإضافة لأمراض سوء التغذية الأخرى. أن نسبة الوقوع لهذا المرض تدل أن السكان متكيفون بشكل شيء مع محيطهم أو أنهم كانوا تحت ضغط التغذية. مستويات الحديد المنخفضة في الدم حالة دفاعية ضد العوامل المسببة للمرض، لذلك ارتفاع نسبة حدوث المرض في مجموعة من السكان تدل على محاولة لمقاومة مرض معد.